# Cuisine de Castille-et-León

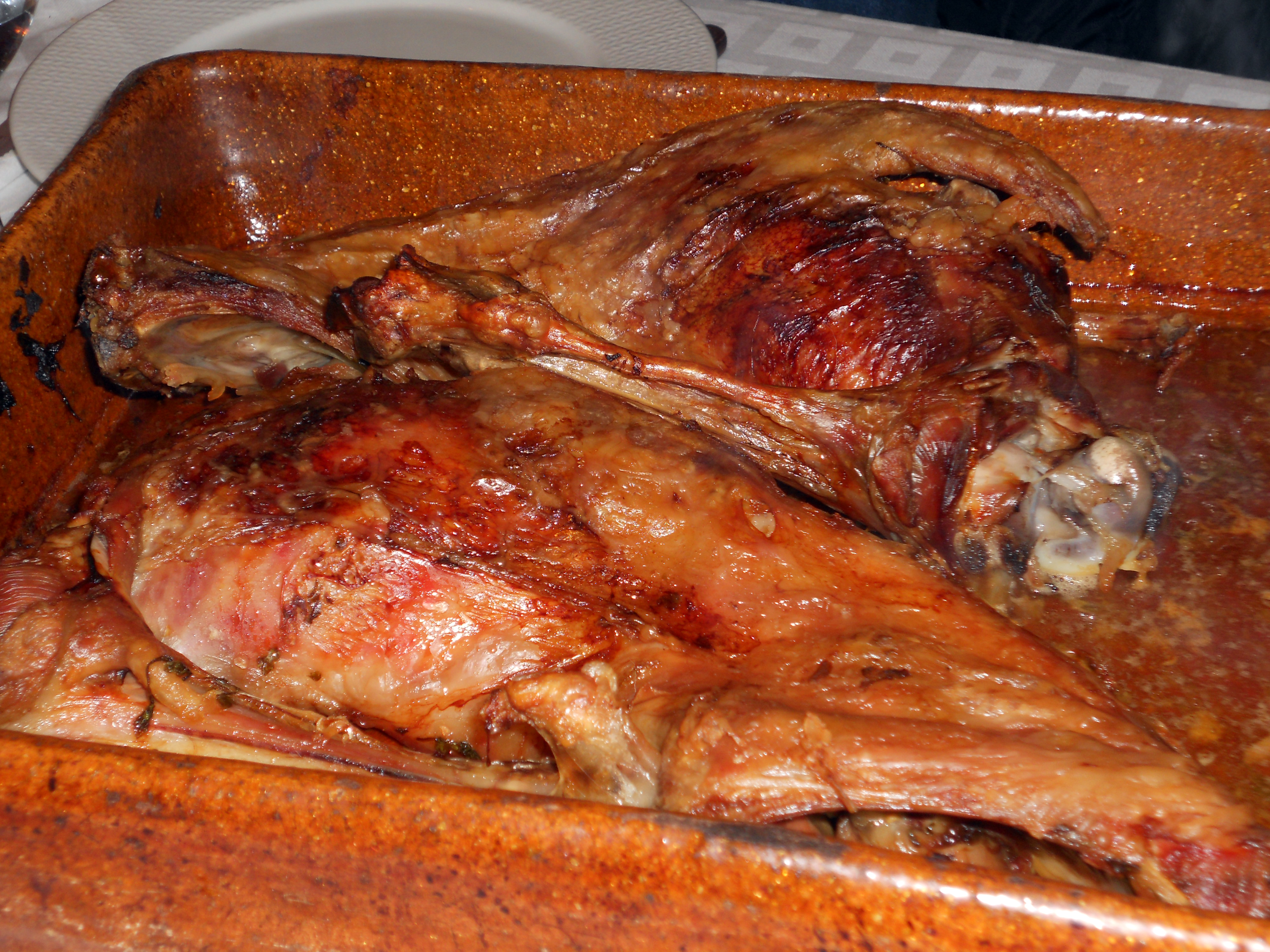
Agneau de lait rôti, également connu sous le nom de lechazo asado, un des dénominateurs communs de toutes les provinces de Castille-et-León.

La cuisine de Castille-et-León, est une cuisine traditionnelle espagnole qui se distingue par ses ragoûts et ses rôtis, ses vins de grande qualité, la variété de ses sucreries, ses saucisses et ses fromages. Même dans certaines zones de ces deux régions, on peut trouver une importante production de pommes, de nougat, etc.

## Plats
La gastronomie de cette région autonome est basée sur les ragoûts et rôtis ainsi que sur un large éventail de sucreries. L'agneau rôti et le cochon de lait, le ragoût d'agneau, le boudin noir (boudin noir de León, Burgos, Palencia et Valladolid), les légumes secs (haricots de Saldaña, haricots de El Barco de Ávila, haricots de La Granja, lentilles de La Armuña, pois chiches de Fuentesaúco, etc.) et les humbles soupes à l'ail.
Le porc et la charcuterie sont également remarquables, présents dans toute la Castille-León, mais atteignant leur apogée à Salamanque avec le jambon de Guijuelo et à Ségovie avec le chorizo de Cantimpalos, ou à León avec la cecina de León (bœuf, chèvre ou autre) ou le botillo del Bierzo, hornazo de Salamanca. Les fromages sont notables, comme le Valdeón de León ou le Cerrato de Palencia. Il ne faut pas oublier les différents types d'empanadas.
Traditionnellement, tous les repas sont accompagnés de pain, c'est pourquoi ils ne seront jamais considérés comme complets si cet ingrédient manque. Les ragoûts simples de légumes et de légumineuses, qui étaient autrefois consommés presque tous les jours, sont idéaux pour le pain. La soupe à l'ail, qui était traditionnellement un repas paysan composé d'ail, d'œufs et de pain, figure désormais sur les menus de tous les restaurants. Les principaux ingrédients de la cuisine de Castille-et-León sont le saindoux ou l'huile d'olive, l'ail, les amandes, le safran, le chorizo, les ragoûts, les pois chiches, le paprika, les piments et le fromage.
Très typique est le botillo del Bierzo, qui est un épais boyau dans lequel sont fourrés différents types de viande de porc marinée : côtes de porc (ingrédient principal), queue, langue, colonne vertébrale ; tous marinés avec du sel, du paprika, de l'ail et des épices, puis fumés et séchés. Il y a aussi les légumes : la déjà célèbre foire aux poivrons de Fresno de la Vega, ainsi que les poivrons du Bierzo (une région gastronomique riche).

## Desserts
Les desserts de la région de Castille-et-León offrent une variété remarquable, les mantecadas d'Astorga ou d'Arcos de Jalón, l'empiñonada d'Aranda de Duero, les noix à la crème de Salamanque, le rebojo de Zamora, les suspiros de monja de Cuéllar, pestiños castellanos, arroz con leche, flan de Castille, hojuelas, marañuelas leonesas, membrillo de Castille, natillas de Zamora, rosquillas, torrijas de pan, yemas de Santa Teresa et pastas de San Juan de la Cruz de Avila.
Les desserts et sucreries sont parfois des créations traditionnelles d'anciens monastères et couvents, qui portent souvent leur nom : lazos de San Guillermo, yemas de Santa Teresa, d'Ávila, rosquillas de Santa Rosa, typiques du monastère de Nuestra Señora de la Piedad à Palencia, bizcochos de San Lorenzo, virutas de San José, rosquillas del Ángel de Zamora, amarguillos et bien d'autres encore (les religieuses chargées de les fabriquer consacrent du temps et de la patience à ces tâches).

## Vins
Un large choix de vins ne pouvait manquer : rouges, rosés, bordeaux, blancs et mousseux sont les vedettes incontestées des bonnes tables de León et de Castille. Il n'est donc pas surprenant de constater la quantité et la qualité des différentes appellations d'origine de cette communauté, telles que Toro, Cigales, Cebreros, Bierzo, Tierra de León, Arribes D.O. de Ribera del Duero, Rueda, etc.
Ribera del Duero est l'une des meilleures régions viticoles du monde, avec le célèbre Vega Sicilia, sans oublier les vins du Bierzo.